# NGC 2567
NGC 2567 is een open sterrenhoop in het sterrenbeeld Achtersteven. Het hemelobject werd op 4 maart 1793 ontdekt door de Duits-Britse astronoom William Herschel.

## Synoniemen
- OCL 708
- ESO 431-SC3